# Aarhus Rugby Klub
Aarhus Rugby Klub (ARK) er beliggende i Aarhus og er samtidig Danmarks største rugbyklub. Klubben blev etableret i efteråret 1973 af Jens Toyberg. Den første stiftende generalforsamling blev afholdt den 14. februar 1974.
Aarhus Rugby Klub har været danske mestre i 15-mands rugby i 1994, 2006, 2008, 2011, 2012 og 2013 og blev de første officielle Danmarksmestre i 7-mands rugby i 2006.
Aarhus Rugby Klub spiller i den danske Superliga.